# Poison the Parish
Poison the Parish är det sjunde studioalbumet från det sydafrikanska rockbandet Seether. Albumet släpptes den 12 maj 2017. Första singeln, "Let You Down", släpptes den 23 februari 2017. Den 23 mars utgavs en ny singel, "Stoke the Fire", och den 13 april kom "Nothing Left".

## Låtlista
| Nr           | Titel              | Längd |
| ------------ | ------------------ | ----- |
| 1.           | Stoke the Fire     | 3:44  |
| 2.           | Betray and Degrade | 4:04  |
| 3.           | Something Else     | 3:42  |
| 4.           | I'll Survive       | 3:38  |
| 5.           | Let You Down       | 4:10  |
| 6.           | Against the Wall   | 3:50  |
| 7.           | Let Me Heal        | 3:52  |
| 8.           | Saviours           | 3:22  |
| 9.           | Nothing Left       | 3:36  |
| 10.          | Count Me Out       | 3:50  |
| 11.          | Emotionless        | 5:21  |
| 12.          | Sell My Soul       | 4:17  |
| Total längd: | Total längd:       | 46:26 |

| 13.          | Feels Like Dying | 4:03  |
| 14.          | Misunderstood    | 3:47  |
| 15.          | Take a Minute    | 4:29  |
| Total längd: | Total längd:     | 59:05 |